# EHF Champions League 2011-12 (mænd)
EHF Champions League 2011–12 for mænd var den 19. EHF Champions League-turnering for mænd. Turneringen arrangeredes af European Handball Federation og havde deltagelse af 36 hold. Turneringen begyndte den 3. september 2011 med de første kvalifikationskampe, og den afsluttedes i weekenden 26./27. maj 2012 med finalestævnet, der for tredje år i træk blev afviklet i Lanxess Arena i Köln, Tyskland.
Danmark bliver repræsenteret af de danske mestre fra AG København og sølvvinderne fra Bjerringbro-Silkeborg, som begge trådte ind i turneringen i gruppespillet.

## Resultater

### Format
Turneringen havde deltagelse af 36 hold. 16 af holdene spillede først en kvalifikationsrunde, hvorfra fire hold kvalificerede sig til gruppespillet sammen med 20 direkte kvalificerede hold. Gruppespillet består af fire grupper med seks hold. De fire bedste hold i hver gruppe går videre til ottedendelsfinalerne. Ottendedelsfinalerne og kvartfinalerne bliver afgjort over to kampe (ude og hjemme), mens semifinalerne og finalen bliver afviklet som et "Final four"-stævne på en weekend spillet i Lanxess Arena i Köln, Tyskland.

### Kvalifikationsrunde
Kvalifikationsrunden havde deltagelse af 16 hold, som spillede om fire ledige pladser i gruppespillet. De 16 hold fordelte sig på:
- Tolv nationale mesterhold fra de nationer, som var uden for top 12 på EHF's rangliste: Sverige, Makedonien, Slovakiet, Grækenland, Island, Hviderusland, Norge, Østrig, Serbien, Portugal, Tyrkiet og Israel, som spillede om tre ledige pladser i gruppespillet.
- Fire wildcard-hold udpeget af EHF, som spillede om én ledig plads i gruppespillet.[1]

De 12 mesterhold blev inddelt i grupper ved en lodtrækning foretaget den 27. juni 2011 i Wien., mens de fire wildcard-hold fik deres kampe fastlagt af EHF's eksekutivkomite den 21. juni 2011.
Hver gruppe afviklede deres kampe efter et final 4-format over to dage. På førstedagen mødtes de fire hold i to semifinaler, hvorfra de to vindere gik videre til finalen dagen efter, mens de to tabere spillede om tredjepladsen dagen efter. De fire gruppevindere i kvalifikationsrunden gik videre til Champions League-gruppespillet. De otte hold, som sluttede på anden- eller tredjepladsen i deres gruppe, gik videre til 3. runde af EHF Cup'en, mens de fire hold, som sluttede på fjerdepladsen i deres gruppe, gik videre til 2. runde af EHF Cup'en.

#### Gruppe 1
Kampene i gruppe 1 blev spillet i City Hall Prešov i Prešov, Slovakiet.
| Dato | Kamp                             | Res.  |
| ---- | -------------------------------- | ----- |
| 3.9. | AEK Athen – RK Partizan          | 25–26 |
| 3.9. | Tatran Prešov – FC Porto Vitalis | 28–29 |
| 4.9. | Tatran Prešov – AEK Athen        | 40–23 |
| 4.9. | FC Porto Vitalis – RK Partizan   | 26–33 |

| Plac. | Hold             |
| ----- | ---------------- |
| 1.    | RK Partizan      |
| 2.    | FC Porto Vitalis |
| 3.    | Tatran Prešov    |
| 4.    | AEK Athen        |

#### Gruppe 2
Kampene i gruppe 2 blev spillet i Sporthalle Hollgasse i Wien, Østrig.
| Dato | Kamp                         | Res.  |
| ---- | ---------------------------- | ----- |
| 3.9. | IK Sävehof – Beşiktaş JK     | 34–28 |
| 3.9. | GK Dinamo-Minsk – aon Fivers | 32–23 |
| 4.9. | IK Sävehof – GK Dinamo-Minsk | 33–32 |
| 4.9. | Beşiktaş JK – aon Fivers     | 37–33 |

| Plac. | Hold            |
| ----- | --------------- |
| 1.    | IK Sävehof      |
| 2.    | GK Dinamo-Minsk |
| 3.    | Beşiktaş JK     |
| 4.    | aon Fivers      |

#### Gruppe 3
Kampene i gruppe 3 blev spillet i Maccabi handball House i Rishon LeZion, Israel.
| Dato | Kamp                                      | Res.  |
| ---- | ----------------------------------------- | ----- |
| 3.9. | FH – Haslum HK                            | 29–36 |
| 3.9. | RK Metalurg – Maccabi Srugo Rishon LeZion | 27–19 |
| 4.9. | RK Metalurg – Haslum HK                   | 29–28 |
| 4.9. | Maccabi Srugo Rishon LeZion – FH          | 43–42 |

| Plac. | Hold                        |
| ----- | --------------------------- |
| 1.    | RK Metalurg                 |
| 2.    | Haslum HK                   |
| 3.    | Maccabi Srugo Rishon LeZion |
| 4.    | FH                          |

#### Gruppe W
Kampene i gruppe W blev spillet i Hala MOSIR-Legionow i Kielce, Polen.
| Dato | Kamp                                                  | Res.  |
| ---- | ----------------------------------------------------- | ----- |
| 3.9. | Rhein-Neckar Löwen – Dunkerque HB Grand Littoral      | 36–30 |
| 3.9. | Cuatro Rayas Valladolid – KS Vive Targi Kielce        | 19–21 |
| 4.9. | Cuatro Rayas Valladolid – Dunkerque HB Grand Littoral | 23–27 |
| 4.9. | KS Vive Targi Kielce – Rhein-Neckar Löwen             | 32–30 |

| Plac. | Hold                        |
| ----- | --------------------------- |
| 1.    | KS Vive Targi Kielce        |
| 2.    | Rhein-Neckar Löwen          |
| 3.    | Dunkerque HB Grand Littoral |
| 4.    | Cuatro Rayas Valladolid     |

### Gruppespil

#### Hold
Gruppespillet har deltagelse af 24 hold – fire fra kvalifikationsrunden og 20, som var direkte kvalificerede. Holdene var på forhånd blevet seedet i seks lag.
| Seedninger til gruppespillet | Seedninger til gruppespillet | Seedninger til gruppespillet | Seedninger til gruppespillet | Seedninger til gruppespillet |
| ---------------------------- | ---------------------------- | ---------------------------- | ---------------------------- | ---------------------------- |
| 1. seedningslag              | FC Barcelona Intersport      | HSV Hamburg                  | Tjekhovskije Medvedi         | Montpellier Agglomeration HB |
| 2. seedningslag              | MKB Veszprém KC              | RK Zagreb Croatia Osiguranje | AG København                 | RK Cimos Koper               |
| 3. seedningslag              | BM Atlético Madrid           | THW Kiel                     | HCM Constanta                | Kadetten Schaffhausen        |
| 4. seedningslag              | Sankt-Peterburgskij GK       | Chambery Savoie HB           | Reale Ademar Leon            | Füchse Berlin                |
| 5. seedningslag              | Pick Szeged                  | Bjerringbro-Silkeborg        | RK Bosna BH Gas              | Orlen Wisla Plock            |
| 6. seedningslag              | RK Partizan                  | IK Sävehof                   | HC Metalurg                  | Vive Targi Kielce (Wildcard) |

Inddelingen af de 24 hold i seks grupper blev foretaget ved en lodtrækning i Wien den 28. juni 2011.

#### Gruppe A
| Dato   | Kamp                                            | Res.  |
| ------ | ----------------------------------------------- | ----- |
| 29.9.  | RK Zagreb – IK Sävehof                          | 30–26 |
| 1.10.  | FC Barcelona Intersport – Chambery Savoie HB    | 28–25 |
| 1.10.  | RK Bosna BH Gas – Kadetten Schaffhausen         | 23–34 |
| 6.10.  | Kadetten Schaffhausen – FC Barcelona Intersp.   | 26–30 |
| 8.10.  | RK Zagreb – RK Bosna BH Gas                     | 33–19 |
| 9.10.  | Chambery Savoie HB – IK Sävehof                 | 33–30 |
| 13.10. | Kadetten Schaffhausen – RK Zagreb               | 27–28 |
| 15.10. | FC Barcelona Intersport – IK Sävehof            | 36–24 |
| 15.10. | RK Bosna BH Gas – Chambery Savoie HB            | 18–25 |
| 20.10. | IK Sävehof – RK Bosna BH Gas                    | 24–20 |
| 22.10. | RK Zagreb – FC Barcelona Intersport             | 30–31 |
| 22.10. | Chambery Savoie HB – Kadetten Schaffhausen      | 33–29 |
| 17.11. | IK Sävehof – Kadetten Schaffhausen              | 31–25 |
| 19.11. | RK Bosna BH Gas – FC Barcelona Intersport       | 17–43 |
| 20.11. | Chambery Savoie HB – RK Zagreb                  | 26–28 |
| 24.11. | Kadetten Schaffhausen – IK Sävehof              | 40–32 |
| 26.11. | FC Barcelona Intersport – RK Bosna BH Gas       | 37–19 |
| 26.11. | RK Zagreb – Chambery Savoie HB                  | 28–20 |
| 3.12.  | FC Barcelona Intersport – Kadetten Schaffhausen | 33–29 |
| 3.12.  | RK Bosna BH Gas – RK Zagreb                     | 21–26 |

| Dato  | Kamp                                         | Res.  |
| ----- | -------------------------------------------- | ----- |
| 4.12. | IK Sävehof – Chambery Savoie HB              | 32–31 |
| 9.2.  | Kadetten Schaffhausen – RK Bosna BH Gas      | 43–18 |
| 12.2. | Chambery Savoie HB – FC Barcelona Intersport | 19–30 |
| 12.2. | IK Sävehof – RK Zagreb                       | 28–25 |
| 16.2. | Kadetten Schaffhausen – Chambery Savoie HB   | 28–24 |
| 18.2. | FC Barcelona Intersport – RK Zagreb          | 29–30 |
| 18.2. | RK Bosna BH Gas – IK Sävehof                 | 21–38 |
| 25.2. | RK Zagreb – Kadetten Schaffhausen            | 31–28 |
| 25.2. | Chambery Savoie HB – RK Bosna BH Gas         | 40–19 |
| 26.2  | IK Sävehof – FC Barcelona Intersport         | 26–39 |

| Hold                         | Kampe | Mål     | Point |
| ---------------------------- | ----- | ------- | ----- |
| FC Barcelona Intersport      | 10    | 336-245 | 18    |
| RK Zagreb Croatia Osiguranje | 10    | 289-255 | 16    |
| IK Sävehof                   | 10    | 291-300 | 10    |
| Kadetten Schaffhausen        | 10    | 309-283 | 8     |
| Chambery Savoie HB           | 10    | 276-270 | 8     |
| RK Bosna BH Gas              | 10    | 195-343 | 0     |

#### Gruppe B
| Dato   | Kamp                                         | Res.  |
| ------ | -------------------------------------------- | ----- |
| 2.10.  | KS Vive Targi Kielce – MKB Veszprém KC       | 25–29 |
| 2.10.  | Bjerringbro-Silkeborg – BM Atlético Madrid   | 27–30 |
| 2.10.  | Tjekhovskije Medvedi – Füchse Berlin         | 31–31 |
| 8.10.  | MKB Veszprém KC – Bjerringbro-Silkeborg      | 32–25 |
| 9.10.  | Füchse Berlin – KS Vive Targi Kielce         | 30–27 |
| 9.10.  | BM Atlético Madrid – Tjekhovskije Medvedi    | 30–30 |
| 13.10. | Tjekhovskije Medvedi – KS Vive Targi Kielce  | 30–31 |
| 15.10. | BM Atlético Madrid – MKB Veszprém KC         | 37–28 |
| 16.10. | Bjerringbro-Silkeborg – Füchse Berlin        | 25–30 |
| 22.10. | MKB Veszprém KC – Tjekhovskije Medvedi       | 24–22 |
| 23.10. | KS Vive Targi Kielce – Bjerringbro-Silkeborg | 37–29 |
| 23.10. | Füchse Berlin – BM Atlético Madrid           | 33–37 |
| 16.11. | Füchse Berlin – MKB Veszprém KC              | 24–29 |
| 16.11. | KS Vive Targi Kielce – BM Atlético Madrid    | 29–37 |
| 20.11. | Bjerringbro-Silkeborg – Tjekhovskije Medvedi | 25–35 |
| 24.11. | Tjekhovskije Medvedi – Bjerringbro-Silkeborg | 30–23 |
| 27.11. | MKB Veszprém KC – Füchse Berlin              | 24–33 |
| 27.11. | BM Atlético Madrid – KS Vive Targi Kielce    | 28–27 |
| 1.12.  | Tjekhovskije Medvedi – BM Atlético Madrid    | 29–29 |
| 4.12.  | KS Vive Targi Kielce – Füchse Berlin         | 32–29 |

| Dato  | Kamp                                         | Res.  |
| ----- | -------------------------------------------- | ----- |
| 4.12. | Bjerringbro-Silkeborg – MKB Veszprém KC      | 19–25 |
| 11.2. | BM Atlético Madrid – Bjerringbro-Silkeborg   | 31–27 |
| 11.2. | MKB Veszprém KC – KS Vive Targi Kielce       | 21–24 |
| 12.2. | Füchse Berlin – Tjekhovskije Medvedi         | 31–28 |
| 16.2. | Tjekhovskije Medvedi – MKB Veszprém KC       | 30–26 |
| 19.2. | BM Atlético Madrid – Füchse Berlin           | 32–27 |
| 19.2. | Bjerringbro-Silkeborg – KS Vive Targi Kielce | 26–37 |
| 25.2. | Füchse Berlin – Bjerringbro-Silkeborg        | 28–27 |
| 25.2. | MKB Veszprém KC – BM Atlético Madrid         | 28–27 |
| 25.2. | KS Vive Targi Kielce – Tjekhovskije Medvedi  | 26–26 |

| Hold                  | Kampe | Mål     | Point |
| --------------------- | ----- | ------- | ----- |
| BM Atlético Madrid    | 10    | 318-285 | 16    |
| MKB Veszprém KC       | 10    | 266-266 | 12    |
| KS Vive Targi Kielce  | 10    | 295-285 | 11    |
| Füchse Berlin         | 10    | 296-292 | 11    |
| Tjekhovskije Medvedi  | 10    | 291-276 | 10    |
| Bjerringbro-Silkeborg | 10    | 253-315 | 0     |

#### Gruppe C
| Dato   | Kamp                                       | Res.  |
| ------ | ------------------------------------------ | ----- |
| 29.9.  | HSV Hamburg – Sankt-Peterburgskij GK       | 32–20 |
| 1.10.  | Orlen Wisla Plock – HCM Constanta          | 30–29 |
| 1.10.  | RK Metalurg – RK Cimos Koper               | 28–23 |
| 6.10.  | HCM Constanta – HSV Hamburg                | 26–34 |
| 8.10.  | RK Cimos Koper – Orlen Wisla Plock         | 27–24 |
| 9.10.  | Sankt-Peterburgskij GK – RK Metalurg       | 25–25 |
| 13.10. | HCM Constanta – RK Cimos Koper             | 25–27 |
| 16.10. | Orlen Wisla Plock – Sankt-Peterburgskij GK | 30–26 |
| 16.10. | HSV Hamburg – RK Metalurg                  | 32–25 |
| 19.10. | Sankt-Peterburgskij GK – HCM Constanta     | 27–25 |
| 20.10. | RK Metalurg – Orlen Wisla Plock            | 31–27 |
| 23.10. | RK Cimos Koper – HSV Hamburg               | 23–24 |
| 16.11. | Sankt-Peterburgskij GK – RK Cimos Koper    | 26–35 |
| 19.11. | Orlen Wisla Plock – HSV Hamburg            | 26–30 |
| 19.11. | RK Metalurg – HCM Constanta                | 25–18 |
| 24.11. | HCM Constanta – RK Metalurg                | 20–19 |
| 26.11. | RK Cimos Koper – Sankt-Peterburgskij GK    | 30–23 |
| 27.11. | HSV Hamburg – Orlen Wisla Plock            | 34–25 |
| 1.12.  | HSV Hamburg – HCM Constanta                | 36–25 |
| 3.12.  | Orlen Wisla Plock – RK Cimos Koper         | 25–25 |

| Dato  | Kamp                                       | Res.  |
| ----- | ------------------------------------------ | ----- |
| 3.12. | RK Metalurg – Sankt-Peterburgskij GK       | 32–19 |
| 9.2.  | HCM Constanta – Orlen Wisla Plock          | 19–34 |
| 11.2. | RK Cimos Koper – RK Metalurg               | 22–22 |
| 12.2. | Sankt-Peterburgskij GK – HSV Hamburg       | 25–36 |
| 16.2. | HSV Hamburg – RK Cimos Koper               | 27–27 |
| 16.2. | HCM Constanta – Sankt-Peterburgskij GK     | 24–26 |
| 19.2. | Orlen Wisla Plock – RK Metalurg            | 20–24 |
| 25.2. | RK Cimos Koper – HCM Constanta             | 28–24 |
| 26.2. | Sankt-Peterburgskij GK – Orlen Wisla Plock | 24–32 |
| 26.2. | RK Metalurg – HSV Hamburg                  | 23–25 |

| Hold                   | Kampe | Mål     | Point |
| ---------------------- | ----- | ------- | ----- |
| HSV Hamburg            | 10    | 310-245 | 19    |
| RK Cimos Koper         | 10    | 267-248 | 13    |
| RK Metalurg            | 10    | 254-231 | 12    |
| Orlen Wisla Plock      | 10    | 273-269 | 9     |
| Sankt-Peterburgskij GK | 10    | 241-301 | 5     |
| HCM Constanta          | 10    | 235-286 | 2     |

#### Gruppe D
| Dato   | Kamp                                        | Res.  |
| ------ | ------------------------------------------- | ----- |
| 1.10.  | RK Partizan – AG København                  | 25–31 |
| 2.10.  | Montpellier Aggl. HB – Reale Ademar Leon    | 38–34 |
| 2.10.  | Pick Szeged – THW Kiel                      | 26–38 |
| 8.10.  | Reale Ademar Leon – RK Partizan             | 33–28 |
| 9.10.  | AG København – Pick Szeged                  | 36–24 |
| 9.10.  | THW Kiel – Montpellier Agglomeration HB     | 23–24 |
| 15.10. | Pick Szeged – Reale Ademar Leon             | 31–35 |
| 16.10. | Montpellier Agglomeration HB – RK Partizan  | 36–27 |
| 22.10. | Reale Ademar Leon – THW Kiel                | 28–28 |
| 23.10. | AG København – Montpellier Agglomeration HB | 31–29 |
| 23.10. | RK Partizan – Pick Szeged                   | 23–29 |
| 19.11. | Pick Szeged – Montpellier Agglomeration HB  | 38–35 |
| 19.11. | Reale Ademar Leon – AG København            | 28–26 |
| 20.11. | THW Kiel – RK Partizan                      | 36–28 |
| 23.11. | RK Partizan – THW Kiel                      | 24–35 |
| 27.11. | AG København – Reale Ademar Leon            | 30–29 |
| 4.12.  | Pick Szeged – AG København                  | 31–34 |
| 4.12.  | Montpellier Agglomeration HB – THW Kiel     | 31–34 |
| 4.12.  | RK Partizan – Reale Ademar Leon             | 24–27 |
| 18.12. | THW Kiel – AG København                     | 28–26 |

| Dato   | Kamp                                        | Res.  |
| ------ | ------------------------------------------- | ----- |
| 18.12. | Montpellier Agglomeration HB – Pick Szeged  | 29–26 |
| 8.2.   | THW Kiel – Pick Szeged                      | 34–24 |
| 12.2.  | AG København – RK Partizan                  | 29–23 |
| 12.2.  | Reale Ademar Leon – Montpellier Aggl. HB    | 29–28 |
| 18.2.  | Pick Szeged – RK Partizan                   | 31–21 |
| 19.2.  | Montpellier Agglomeration HB – AG København | 27–31 |
| 19.2.  | THW Kiel – Reale Ademar Leon                | 38–28 |
| 26.2.  | AG København – THW Kiel                     | 24–24 |
| 26.2.  | Reale Ademar Leon – Pick Szeged             | 31–25 |
| 26.2.  | RK Partizan – Montpellier Agglomeration HB  | 20–30 |

| Hold                         | Kampe | Mål     | Point |
| ---------------------------- | ----- | ------- | ----- |
| THW Kiel                     | 10    | 318-263 | 16    |
| AG København                 | 10    | 298-268 | 15    |
| Reale Ademar Leon            | 10    | 302-296 | 13    |
| Montpellier Agglomeration HB | 10    | 307-293 | 10    |
| Pick Szeged                  | 10    | 285-316 | 6     |
| RK Partizan                  | 10    | 243-317 | 0     |

### Ottendedelsfinaler
Ottendedelsfinalerne bliver spillet i perioden 14. – 25. marts 2012 og har deltagelse af de 16 hold, der endte blandt de fire bedste i de fire grupper i gruppespillet. Holdene bliver parret i otte opgør ved en lodtrækning. De fire gruppevindere og fire -toere fra gruppespillet er seedede og kan dermed ikke trække hinanden. De seedede hold får endvidere automatisk tildelt hjemmebane i den anden kamp.
| Dato    | Dato    | Hjemmehold i 1. kamp         | Hjemmehold i 2. kamp         | Resultat | Resultat | Resultat |
| 1. kamp | 2. kamp | Hjemmehold i 1. kamp         | Hjemmehold i 2. kamp         | Samlet   | 1. kamp  | 2. kamp  |
| ------- | ------- | ---------------------------- | ---------------------------- | -------- | -------- | -------- |
| 18.3.   | 25.3.   | Füchse Berlin                | HSV Hamburg                  | 56–53    | 32-30    | 24-23    |
| 18.3.   | 25.3.   | Montpellier Agglomeration HB | FC Barcelona Intersport      | 50–64    | 30-28    | 20-36    |
| 14.3.   | 18.3.   | Orlen Wisla Plock            | THW Kiel                     | 48–63    | 24-36    | 24-27    |
| 15.3.   | 25.3.   | Kadetten Schaffhausen        | BM Atlético Madrid           | 57–62    | 27-36    | 30-26    |
| 17.3.   | 25.3.   | Reale Ademar Leon            | MKB Veszprém KC              | 56–55    | 31-28    | 25-27    |
| 18.3.   | 24.3.   | KS Vive Targi Kielce         | RK Cimos Koper               | 50–51    | 27-26    | 23-25    |
| 18.3.   | 24.3.   | RK Metalurg                  | RK Zagreb Croatia Osiguranje | 40–44    | 19-18    | 21-26    |
| 18.3.   | 24.3.   | IK Sävehof                   | AG København                 | 49–60    | 25-34    | 24-26    |

### Kvartfinaler
Kvartfinalerne med deltagelse af de otte vinderhold fra ottendedelsfinalerne bliver spillet i perioden 18. – 29. april 2012. Holdene bliver parret i fire opgør ved en lodtrækning. De fire vindere af ottendedelsfinalerne mellem en gruppevinder og -firer er seedede og kan dermed ikke trække hinanden. De seedede hold får endvidere automatisk tildelt hjemmebane i den anden kamp.
| Dato    | Dato    | Hjemmehold i 1. kamp         | Hjemmehold i 2. kamp    | Resultat | Resultat | Resultat |
| 1. kamp | 2. kamp | Hjemmehold i 1. kamp         | Hjemmehold i 2. kamp    | Samlet   | 1. kamp  | 2. kamp  |
| ------- | ------- | ---------------------------- | ----------------------- | -------- | -------- | -------- |
| 20.4.   | 28.4.   | AG København                 | FC Barcelona Intersport | 62–59    | 29-23    | 33-36    |
| 21.4.   | 29.4.   | Reale Ademar Leon            | Füchse Berlin           | 52–52    | 34-23    | 18-29    |
| 21.4.   | 29.4.   | RK Zagreb Croatia Osiguranje | THW Kiel                | 58–64    | 31-31    | 27-33    |
| 21.4.   | 29.4.   | RK Cimos Koper               | BM Atlético Madrid      | 50–54    | 26-23    | 24-31    |

### Final 4

#### Semifinaler
| Dato  | Hold               | Hold         | Res.  | Pause |
| ----- | ------------------ | ------------ | ----- | ----- |
| 26.5. | Füchse Berlin      | THW Kiel     | 24–25 | 12-15 |
| 26.5. | BM Atlético Madrid | AG København | 25–23 | 12-15 |

#### Kamp om 3.-pladsen
| Dato  | Hold          | Hold         | Res.  | Pause |
| ----- | ------------- | ------------ | ----- | ----- |
| 27.5. | Füchse Berlin | AG København | 21–26 | 9-13  |

#### Finale
| Dato  | Hold     | Hold               | Res.  | Pause |
| ----- | -------- | ------------------ | ----- | ----- |
| 27.5. | THW Kiel | BM Atlético Madrid | 26–21 | 13-10 |